# Villers-Pol Communal Cemetery Extension
Le cimetière « Villers-Pol Communal Cemetery Extension  » est un cimetière militaire  de la Première Guerre mondiale situé sur le territoire de la commune de Villers-Pol, Nord. 

## Localisation
Ce cimetière est situé au nord du bourg, à l'intérieur du cimetière communal, rue du Cimetière.

## Historique
Occupée dès la fin août 1914 par les troupes allemandes, Villers-Pol est restée loin des combats jusqu'en novembre 1918 date à laquelle le village a été le théâtre de violents combats entre les troupes britanniques et allemandes pour la prise du secteur. Ce cimetière a été créé à cette date pour inhumer les victimes des deux camps, pour la plupart tombées le 4 novembre 1918 .

## Caractéristique
Il y a maintenant 119 victimes britanniques de guerre de 1914-18 commémorées sur ce site dont 2 ne sont pas identifiées et 74 sépultures allemandes dont 39 non identifiées. L'extension couvre une superficie de 1183 mètres carrés et est entourée par une bordure en brique.

## Sépultures
| Pays        | Sépultures |
| ----------- | ---------- |
| Royaume-Uni | 119        |
| Allemagne   | 74         |
| Total       | 193        |

### Liens Externes
http://www.inmemories.com/Cemeteries/villerspol.htm